# Lago Coffy
O Lago Coffy é um lago de barragem localizado entre Bettens e Boussens no cantão de Vaud, Suíça. 
Este lago apresenta uma área de superfície é de 1,2 ha., sendo que a barragem artificial foi criado em 1972. O local está listado no Inventário Federal das Zonas de Reprodução de Anfíbios, criado pela Portaria de 2001 do Conselho Federal Suíço.